# William Karel
William Karel (* 1940 in Tunesien) ist ein tunesischer Fotograf, Autor und Regisseur.
Karel besuchte die "École de Photo" in Paris, bevor er nach Israel immigrierte.
In Israel lebte er für 10 Jahre im Kibbuz, wo er erst als Koch und auf einer Bananenplantage arbeitete.
Im Jahr 1981 ging er zurück nach Frankreich, wo er seit über zehn Jahren als Fotograf tätig ist. Später hat er als Autor und Regisseur unterschiedliche Filme für das Fernsehen gedreht. Unter anderem wurde Karel für seine Arbeit mit dem Emmy Award ausgezeichnet, 2003 erhielt er den Adolf-Grimme-Preis für seinen Film Kubrick, Nixon und der Mann im Mond.

## Filmografie
Regie, wenn nicht anders angegeben, und Drehbuch
- 1992: Sabine – Regie: Philippe Faucon
- 1994: Jamaika – IWF: Tod auf Raten (Le FMI en Jamaïque)
- 2002: Kubrick, Nixon und der Mann im Mond (Opération lune)
- 2004: Der unaufhaltsame Abstieg des Senators McCarthy (Les derniers jours du sénateur Mc Carthy)
- 2006: Der Tod des Richters (La fille du juge)
- 2006: Wie das Leben spielt (Dans la vie) – Regie: Philippe Faucon
- 2007: Die Qual der Wahl (Poison d’avril)
- 2008: Mord im Empire State Building (Meurtres à l'Empire State Building)
- 2009: 1929 (1929, la crise) (Fernsehserie)
- 2011: Im Reich der Bücher: Gallimard (Gallimard, le roi lire)
- 2011: Philip Roth, ohne Beschwerden (Philip Roth; sans complexe)
- 2011: Nicolas Sarkozy, ein Portrait (Looking for Nicolas Sarkozy)
- 2014–2015: Die Wahrheit über den Holocaust (Jusqu'au dernier : la destruction des juifs d'Europe) (Fernsehserie, 8 Folgen)
- 2015: François Mitterrand. Ein Nachruf (François Mitterrand: Que reste-t-il de nos amours? )
- 2018: Salman Rushdie – Den Tod im Nacken (mit Arte France)